# Erzbistum Huế
Das Erzbistum Huế (vietn.: Tổng giáo phận Huế, lat.: Archidioecesis Hueensis) ist ein römisch-katholisches Erzbistum in Vietnam.

## Geschichte
Die Erzdiözese Huê, ehemals Teil von Nord-Cochinchina (27. August 1850), existierte seit 3. Dezember 1924 als Apostolisches Vikariat und wurde am 24. November 1960 durch Papst Johannes XXIII. mit der Apostolischen Konstitution Venerabilium Nostrorum zur Erzdiözese erhoben.
Der Erzdiözese sind fünf Suffraganbistümer (Ban Mê Thuột, Đà Nẵng, Kontum, Nha Trang, Qui Nhơn) unterstellt.

## Liste der Erzbischöfe
- Pierre Martin Ngô Đình Thục, ernannt am 24. November 1960 zuvor Apostolischer Vikar von Huê und Titularbischof von Saesina – 17. Februar 1968 resigniert und zum Titularerzbischof (pro illa vice) von Bulla Regia ernannt; † 13. Dezember 1984
- Philippe Nguyên Kim Diên, 11. März 1968 nachgefolgt, zuvor Koadjutorerzbischof von Huê und Titularerzbischof von Parium (– 8. Juni 1988)
- Etienne Nguyên Nhu Thê, 1. März 1998 – 18. August 2012
- François-Xavier Lê Văn Hông, 18. August 2012–29. Oktober 2016
- Joseph Nguyễn Chí Linh, 29. Oktober 2016–24. Mai 2025
- Joseph Dang Duc Ngan, seit 24. Mai 2025